# 長谷川亨
長谷川 亨（はせがわ とおる、1945年 - ）は、日本の医学者。佐賀女子短期大学名誉教授。福島県出身。

## 経歴
東北大学大学院薬学修士課程を卒業後、岡山大学医学部で医学博士号を取得した。1981年4月佐賀医科大学(現佐賀大学医学部）助教授、2000年4月佐賀女子短期大学人間生活学科教授。
2010年1月、カリフォルニア大学との共同研究によりアルツハイマー病の一因とされるホモシステイン酸のマウスにおける抑制ワクチンの開発に成功したとの論文を発表した。